# 33179 Арсенвенгер
33179 Арсенвенгер (33179 Arsènewenger) — астероїд головного поясу, відкритий 29 березня 1998 року.
Тіссеранів параметр щодо Юпітера — 3,402.
Названо на честь Арсена Венгера (фр. Arsène Wenger, нар.1949) — французького футбольного тренера, з 1996 до 2016 року працював з лондонським «Арсеналом».